# Нузброх, Эдуард Леонидович
Эдуа́рд Леони́дович Ну́зброх (род. 24 января 1982, Кагул, Молдавская ССР) — двукратный чемпион Европы, многократный чемпион Израиля по гиревому спорту.

## Биография
Родился в Кагуле в 1982 году. Детство провёл в таёжном селе Согда Хабаровского края. В 1991 году вернулся в Кагул. С 1998 года живёт в Израиле (Ашдод). С 1998 по 2001 год служил в израильской армии (отборные части пехотинцев-подрывников). Награждён за участие в боевых действиях. Женат, имеет троих детей. 
Многократный чемпион Израиля и дважды чемпион Европы по гиревому спорту — эстафета и биатлон, 2015 г. (весовая категория — гири 24 кг.). Изучает каббалу в Международном центре каббалы (Петах-Тиква, Израиль). Лектор и преподаватель в Академии каббалы. Ведущий передач на канале «МАК-TV» (Международная академия Каббалы). Образование высшее. Окончил Хайфский университет (Управление обществом и социология), Израильский технологический колледж (Строительство зданий и сооружений). Актёр. Снимался в фильме «Секрет Зоар». Автор статей, рассказов.

## Семья
Отец — Нузброх, Леонид Михайлович (р. 1949, г. Кагул), писатель, поэт, журналист,
Пишет с 1963 г. В середине 1960-х посещал литературную студию поэтессы Ирины Викторовны Ульяновой (г. Кишинёв). Постоянно публиковался в газетах — зарисовки, интервью, очерки, фельетоны, рассказы, стихи. Принимал участие в творческих вечерах-встречах, вечерах-отчётах, выездных концертах в качестве поэта-декламатора, ведущего, приглашался для чтения своих стихов по радио. Участвовал и побеждал в республиканских конкурсах, проводимых Союзом журналистов и Министерством культуры Молдавии. В книжной форме Леонид Нузброх дебютировал в 1995 г. — издана книга прозы и стихов «У памяти в долгу». В Израиле Л. Нузброх имеет более ста публикаций в литературных альманахах «День поэзии-2015» (коллекция союза русскоязычных писателей Израиля), «Хронометр», «Ашдодском литературном альманахе», литературных журналах «Начало», «Русское эхо», «Ступени», «Ашдодская гавань», в газетах «Вести», «Секрет», «Вестник Хайфы и Севера», «Вестник Галилеи и Амаким», «Мост», «Культурный вестник Ашдода» и др. Пишет стихи, рассказы, повести, романы, киносценарии. Участник прозаических и поэтических антологий, в том числе антологии «Тебе, Израиль!» (2008, Израиль), «CAHUL. Pagini de literatură» (2018, București). Его произведения переводились с русского на английский, белорусский, греческий, иврит, идиш, казахский, румынский, украинский, публиковались в Австралии, Беларуси, Германии, Израиле, Казахстане, Канаде, Молдове, России, Румынии, США, Украине, звучали по молдавскому и израильскому радио.
Автор семнадцати книг, член Союза писателей Израиля (2008), член Творческого Союза Песенников России, победитель и призёр Международных литературных конкурсов, призёр конкурса «Человек года-2011» — номинация «Литература» (Израиль, Ашдод).
Заместитель председателя Союза русскоязычных писателей Израиля (СРПИ), руководитель Ашдодского филиала СРПИ.
Представлен Еврейской общиной г. Кагула к присвоению звания «Почётный гражданин города Кагула» (Примария г. Кахул, вх. № 1216 от 28.06.2018 г.)

## Спорт
Многократный чемпион Израиля и двукратный чемпион Европы по гиревому спорту — эстафета и биатлон, 2015 г. (весовая категория — гири 24 кг.)
Золотая медаль Открытого чемпионата Израиля  по гиревому спорту 2022 г. (весовая категория 95+, профессионалы, 32 кг.)

## Публикации
Пишет с 2003 г. Статьи, рассказы. Публиковался в еженедельнике «Koleso» (Канада), литературном журнале «Начало» (Израиль), газете «Cahul-Express» (Молдова), газете «Единый мир», «Проза/Поэзия-2018» — двухтомник, (библиотека Союза русскоязычных писателей Израиля), "NEW VOICES" (Новые голоса) — сборнике на английском языке (Библиотека Союза русскоязычных писателей Израиля); Новеллы (сборник). Нузброх Э., Нузброх Л., Нузброх М., 2021. — Изд-во «Начало», альманах «Литературный престиж» №11 (изд-во «Beit Nelly Media», Т.-Авив), 2023; Литературный журнал «Ашдодская гавань» №1,— Изд-во «Начало», 2023, «Допрос каббалиста» (в двух томах), Нузброх Э., — Изд-во «Начало», 2025.